# Lac Keuka
Le lac Keuka est un lac de l'État de New York appartenant au groupe des Finger Lakes.